# Solieria congregata
Solieria congregata là một loài ruồi trong họ Tachinidae.